# 埼玉県道337号久米所沢線

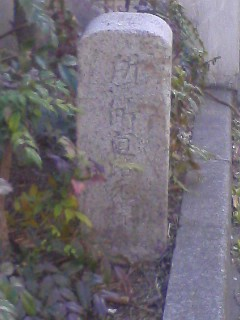
埼玉県道337号久米所沢線上にある所沢町道路元標（所沢市日吉町）

埼玉県道337号久米所沢線（さいたまけんどう337ごう くめところざわせん）は、埼玉県所沢市東住吉 東住吉交差点（東京都道・埼玉県道4号東京所沢線）から同市御幸町 ファルマン通り交差点（埼玉県道6号川越所沢線）までの全長939メートルの県道である。

## 概要
事実上、上記の2つの県道からの「所沢停車場線」である。「昭和通り」の愛称がある。また、プロペ通りの合流点から北側は「ファルマン通り」の愛称がある。

## 起点・終点
- 東住吉交差点（埼玉県道4号東京所沢線交点）
- ファルマン通り交差点（埼玉県道6号川越所沢線・重複:埼玉県道179号所沢青梅線交点）

## 地理

### 通過する自治体
- 埼玉県
  - 所沢市

### 別名
- 昭和通り（所沢市）
- ファルマン通り（所沢市）

### 交差する道路
| 交差する道路                                | 交差する道路                                | 交差点名       | 所在地 | 所在地 |
| ------------------------------------------- | ------------------------------------------- | -------------- | ------ | ------ |
| 埼玉県道4号東京所沢線（所沢街道・行政道路） | 埼玉県道4号東京所沢線（所沢街道・行政道路） | 東住吉         | 所沢市 | 東住吉 |
| （所沢駅西口通り）                          | （所沢駅西口停車場）                        | 所沢駅西口入口 | 所沢市 | 東住吉 |
| 埼玉県道6号川越所沢線                       | 埼玉県道6号川越所沢線                       | ファルマン通り | 所沢市 | 御幸町 |
| （飛行機新道） 国道463号方面                |                                             |                |        |        |

### 沿線の施設
| 施設                            | 所在地 | 所在地 |
| ------------------------------- | ------ | ------ |
| 所沢東住吉郵便局                | 所沢市 | 東住吉 |
| 所沢駅西口                      | 所沢市 | 日吉町 |
| 所沢日吉郵便局                  | 所沢市 | 日吉町 |
| わせがく高等学校 所沢キャンパス | 所沢市 | 東町   |